# 馬場直志
馬場 直志（ばば なおし、1950年 - ）は、日本の物理工学者。北海道大学名誉教授。元国立大学法人室蘭工業大学理事・副学長。

## 人物・経歴
北海道札幌市生まれ。1973年北海道大学工学部応用物理学科卒業。1978年北海道大学大学院工学研究科応用物理学専攻博士課程修了、工学博士。同年日本学術振興会奨励研究員。1979年北海道大学工学部非常勤講師。1981年千葉大学工学部助手。1983年北海道大学工学部講師。1986年北海道大学工学部助教授。1998年北海道大学工学部教授。2001年北海道大学工学部応用物理学科長。2008年北海道大学大学院工学研究科副研究科。2010年北海道大学大学院工学研究院長・工学院長・工学部長。2014年北海道大学大学院工学研究院特任教授。2017年室蘭工業大学理事（研究・連携担当）・副学長。